# 人論
人論，又稱為人學，是基督教關於人的神学理论。

## 前言
造人的傳說，在創1：27中說：「神就照著自己的形象造人，乃是照著祂的形象造男造女。」又在2：7如此說：「耶和華神用地上的塵土造人，將生氣吹在他鼻孔裡，他就成了有靈的活人。」人是神所創造的，也是神的兒女。若以系統神學的角度來看，人論的範圍除了探討人的來源之外，也包括了人性的要素、靈魂的起源、人的良心和意志以及罪（人之變節狀態）等部分。以下就經院哲學時期、宗教改革時期以及現代神學分別討論安瑟倫、加爾文和布仁爾對人論的看法，藉以明白在不同時期，對人的觀念也有不同的轉變。

## 安瑟倫
安瑟倫（Anselm, 1033-1109)重新發表奧古斯丁的人論，他強調原罪的教義，並著重「原」（original）一字，並不是指著人類起源的事實，乃是指著目前事態中的個人事實。原罪也可以稱之本性（自然）罪，雖然並非屬於人的本性，但卻說明了一個從創造以來罪進入的世界的情況。由於墮落，人成為有罪與汙穢的，而罪由父遺傳子孫，並原來所遺傳的罪又加上個人後來所犯的罪，構成罪孽的本身。他認為人性在創造後墮落，背叛了神，如果亞當沒有墮落，那麼人性也就不會背叛，由父傳給子的本性就會是聖潔，而不是罪性。
他也討論了罪與自由意志的關聯：自由的一般定義，若是指一般犯罪或不犯罪的能力，並不恰當；天使有完全的道德自由，然而不能犯罪，不會犯罪。他主張，意志的本身沒有受到外部的約束，始祖背道的行為的確是自發的，純粹是出於自我意志，並非是真正的自由行動。人內在自由的被造只有一個選擇，那就是聖潔，但要接受這個目的必須有一個內在的自我決定，而不是從外來的強迫。 
從他的「補贖說」也可看出他對人的看法，即神的公義是要求人類付出滿足的代價，就像人類虧欠了必須償還神的榮耀，但人類除非沉淪到地獄裡，否則人性就無法恢復。所以基督為人類付出起初不順服而欠神的債，基督耶穌在十字架上的死，就是在父神與子神耶穌基督之間，在衪的人性中的客觀交易。 
因為除了神自己以外，沒有人能夠滿足此賠償；除了人自己以外，沒有人應當作此支付。假設天國必須有人進入才得實現，假設我們必先支付罪的賠償才能獲准進入，假設只有神能作此支付，假設只有人類應當作此賠償，顯然必須有某人同時是神，也同時是人，才能作此支付。

## 加爾文
加爾文（John Calvin, 1509-1564）在《基督教要義》中對人觀的解說，主要可分為二大部分，即從創造者上帝來看人的受造，以及從基督的救贖來看人的墮落與拯救。在人的受造部分，他說：
人是神的公義、智慧和良善的最高貴最顯著的樣本，……首先要知道，人既是為泥土所造的，就不當驕傲，……上帝不但以生命賦予泥土的器皿，而且以它為不朽之靈的居所，所以亞當很值得自豪，因為造物主對他如此地寬宏大量。
人具有靈魂和肉體，這是無庸爭論的事實。我所謂的「靈魂」是指那不朽，而屬被造的本質，是人最高貴的部份。有時候它又稱為「靈」（Spirit），雖然當這二個名詞連用之時，它們的意義不同，可是若「靈」字分開用時，就與「靈魂」（Soul）一名詞相同。……還有，人類心靈有許多高貴而屬神的智能，可以證明靈魂有不朽的本質。
他認為有一個切實的證據，可以證明靈魂的存在，即是：人是按照上帝的形像造的（創1：27）。上帝的光榮，雖然表現在人的外形上，可是他真正的形像，無疑的是在靈魂中。人在原初受造的狀況是純潔、高尚且有擇善的自由意志的，但亞當受造的原初情形與今日我們的情形是非常不同的。加爾文根據聖經的墮落提出解釋，他認為上帝禁止人吃分別善惡果子，乃是一種信心與服從的測驗；他認為亞當的罪不但使本身面對死亡的咒詛，更成了普世受咒詛的來源，而這遺傳的腐敗就是「原罪」。
凡出於敗壞人性的，都得定罪。他也引用約3：6「從肉身生的，就是肉身」、羅8：6-7「體貼肉體的，就是死。原來體貼肉體的，就是與上帝為仇，因為不服上帝的律法，也是不能服。」說明在人心裡，凡不是屬靈的，就是屬肉的。雖然在各時代，都有些人受天性的驅使，畢生至力於道德的追求，在這件事上，可以證明他們的本性還有若干純潔，但他認為這些餘留在人性中神的恩典，只是在人裡面約束人的活動的恩典，不能完全掩飾自己的汙穢；而這正顯示救贖的工作是上帝獨自作為的恩典，即是藉著衪獨生子來到世界成為人的救贖者。
因此上帝從來沒有不經中保而對他古時的百姓表示慈祥，或叫他們有得著衪恩惠的希望的。…拯救只能求諸基督之完全了的贖罪祭。且基督被稱為「上帝的形像」（西1：15）不是沒有緣由的；這稱號使我們知道，若非上帝藉著基督顯現自己，我們就得不著那為得救所必須的對上帝的認識。

## 布仁爾
布仁爾（Emil Brunner, 1889-1966）堅持神的形像在人性中，為實際之事，且認定人性中所存的靈性對我們傳福音的啟示，提供了一個接觸點，使人有接受基督的可能；他也堅持神對一切的世人，多少啟示了祂自己，他說：「只因為神要求人是屬於祂的，人才算是人。」又說：「人之所以特別成為人，正是因為我們能聽見上帝的話。…人之生存是由於神的道。神向人說話，呼召人在祂的道中存在。…這是說，即當我們順著自己的意志決定離棄神，但神向人說話仍不止息。…上帝絕對沒有向我們隱藏，只是那於我們得救最重要的神之道的真理被隱藏了。」 
在這個部份他用幾個特別的名詞來說明：如Ansprechbarkeit（英addressability），即是人性中存有神「向他說話的可能性」；Wortmaechtigkeit（英verbicompetence），即人有「說話的能力」；還有wortempfaengliches Wesen（英word-receptive being），稱人為「能聽話的人」。由此，他的見解是神能向人說話的可能性只是構成神的形像之外型，這外型與那充實這外型的內容，絕對分開。在人性中這外型完保存，只是其中的內容完全喪失。人性墮落後，完全失去了意志自由，人雖然還有理性，卻失去了他為善或向善的能力。從外型看，人性中的神之形象並無損，但就實質說，人性中神之形象是完全喪失；人完全為罪人，人的心性中沒有一點不被罪玷汙。 
舊約中所謂人是「按照神的形象被造」意味著人不可能失去此形象，即使他們犯了罪，亦不能夠失去此形象，因為此概念乃描述人的「形式」或「結構」層面；但新約提及人類「按照神的形象被造」的人性已經失喪，而且不是部份失喪，乃是整個失喪，不將榮耀歸給神，反將榮耀歸給人及被造物；人不但不活在神的愛中，反而尋求自我中心。人性不再擁有「神的形象」（Imago Dei），按該詞「具體」的層面而言，與「在神的道中」同義，這意指人在其本身並未擁有真實的存有，乃是在神裡面才擁有其真實的存有。
由罪人的觀點來看，「神的形象」是在道成肉身的耶穌基督裡，惟有當人藉著信心「在耶穌基督裡」時，才能夠恢復「神的形象」，當人類進入神顯現在基督裡的愛，便成為真正的人，真正的人性並非源自全然發揮人的潛能，而是源自接受、領悟神自我彰顯的愛。 

### 引用
1. ↑  史特朗，《系統神學》，蕭維元譯，（香港：浸信會出版部，1958），239。
2. ↑  伯克富，《基督教教義史》，趙中輝譯，（台北：基督教改革宗翻譯社，1984），113-15。
3. ↑  奧爾森，《神學的故事》，吳瑞誠、徐成德譯，（台北：校園書房出版社，2002），384-85。
4. ↑  麥葛福，《基督教神學原典菁華》，楊長慧譯，（台北：校園書房出版社，1998），236。
5. ↑  黃伯和，《加爾文神學十講》，（台南：人光出版社，1995），84。
6. ↑  加爾文，《基督教要義》，徐慶譽譯，（香港：基督教文藝出版社，1970），103-04。
7. ↑  同上，106。
8. ↑  黃伯和，87-88。
9. ↑  加爾文，193-96。
10. ↑  黃伯和，90-1。
11. ↑  加爾文，240。
12. ↑  同上，245。
13. ↑  John Baillie，《人怎樣認識神》，謝秉德譯，（香港：道聲出版社，2000），18-9。
14. ↑  同上，19-20。
15. ↑  麥葛福，《基督教神學原典菁華》，313-5。

### 书籍
- 史特朗：《系統神學》。蕭維元譯。香港：浸信會出版部，1958。
- 加爾文：《基督教要義》。徐慶譽譯。香港：基督教文藝出版社，1970。
- 伯克富：《基督教教義史》。趙中輝譯。台北：基督教改革宗翻譯社，1984。
- 黃伯和：《加爾文神學十講》。台南：人光出版社，1995。
- 麥葛福：《基督教神學原典菁華》。楊長慧譯。台北：校園書房出版社，1998。
- 奧爾森：《神學的故事》。吳瑞誠、徐成德譯。台北：校園書房出版社，2002。
- John Baillie。《人怎樣認識神》。謝秉德譯。香港：道聲出版社，2000。